# Condition de vérité
En sémantique, les conditions de vérité sont celles qui définissent précisément lorsqu'une phrase est vraie. Par exemple « Il neige dans les Alpes » est vraie précisément lorsqu'il neige dans les Alpes.
Plus formellement, nous pouvons penser à une condition de vérité qui fait la vérité d'une phrase dans une définition par récurrence de vérité (voir théorie sémantique de la vérité). Ainsi comprises, les conditions de vérité sont des entités théorétiques. Supposons que dans une théorie particulière de la vérité, le mot Allais fait référence à Alphonse Allais et « est vivant » est associé à un ensemble de choses actuellement vivantes. Alors une façon de représenter la condition de vérité d'« Allais est vivant » est comme le couple <Allais, {x: x est vivant}>. Et nous disons qu'« Allais est vivant » est vrai si et seulement si le référent (ou référent de) « Allais » appartient à l'ensemble associé à « est vivant » c'est-à-dire si et seulement si Allais est vivant.
En sémantique, la condition de vérité d'une phrase est presque universellement considérée comme distincte de son sens. Le sens d'une phrase est transmis si les conditions de vérité de la phrase sont comprises. Par ailleurs, il existe beaucoup de phrases qui sont comprises bien que leur condition de vérité est incertaine. Un argument populaire pour ce point de vue est que certaines phrases sont nécessairement vraies — c'est-à-dire qu'elles sont vraies quoi qu'il arrive à leur définition. Toutes ces phrases possèdent les mêmes conditions de vérité mais sans doute n'ont-elles pas la même signification. De la même façon, les ensembles {x: x est vivant} et {x: x est vivant et x n'est pas un rocher} sont identiques — ils possèdent précisément les mêmes membres — mais les phrases « Allais est vivant » et « Allais est vivant et il n'est pas un rocher » ont vraisemblablement des sens différents.

## Source de la traduction
- (en) Cet article est partiellement ou en totalité issu de l’article de Wikipédia en anglais intitulé « Truth condition » (voir la liste des auteurs).